# Lutz Reichert (Schauspieler)
Lutz Reichert (* 1951 in Braunschweig) ist ein deutscher Schauspieler.

## Leben
Reichert ist in Norddeutschland aufgewachsen, machte dort Fachabitur und schloss eine Lehre als Verpackungsmittelmechaniker ab. Anschließend absolvierte er von 1974 bis 1977 eine Schauspielausbildung an der Westfälischen Schauspielschule in Bochum. Nach einem ersten Engagement in Bochum stand er mehrere Jahre im Berliner GRIPS-Theater auf der Bühne.
In Fernsehproduktionen wurde er ab 1978 zahlreiche Rollen in Serien besetzt, unter anderem zwischen 1986 und 1993 die des „Meier 2“ in mehreren Hamburger Folgen der Tatort-Reihe neben Manfred Krug und Charles Brauer. In der Tatort-Folge Amoklauf  von 1993 stirbt „Meier 2“. Von 1993 bis 1998 gehörte er zur Stammbesetzung der RTL-Verbrauchershow Wie bitte?!. 1993 spielte er als Josef „Jupp“ Strunk den deutschen „Al Bundy“ in der RTL-Serie Hilfe, meine Familie spinnt.
Seit 2014 gehört er zum Schauspieler-Ensemble des Hörspiel-Labels Titania Medien und spricht in der Serie Sherlock Holmes die Rolle des Inspektor Lestrade. Außerdem ist er in mehreren Folgen der Reihen Gruselkabinett und Grimms Märchen zu hören.
Reichert lebt in Düsseldorf. Am 1. Februar 2017 erlag seine Frau, die Schauspielerin Kerstin Gähte, einem Krebsleiden. Mit ihr hat er einen erwachsenen Sohn.

## Filmografie (Auswahl)
- 1978: Die Freiheiten der Langeweile
- 1982–2000: Tatort (Fernsehreihe)
  - 1982: Sterben und sterben lassen
  - 1987: Spielverderber
  - 2000: Das letzte Rodeo
- 1985–1993: Ein Fall für zwei
  - 1985: Scheidung in weiß
  - 1990: Madonna
  - 1993: Böses Erwachen
- 1986–1993: Tatort als Meier 2
  - 1986: Tatort: Leiche im Keller
  - 1987: Tod im Elefantenhaus
  - 1987: Voll auf Haß
  - 1988: Spuk aus der Eiszeit
  - 1988: Pleitegeier
  - 1989: Schmutzarbeit
  - 1990: Zeitzünder
  - 1991: Finale am Rothenbaum
  - 1991: Tod eines Mädchens
  - 1992: Blindekuh
  - 1992: Experiment
  - 1992: Stoevers Fall
  - 1993: Amoklauf
- 1988: Der Fahnder – Kalte Fracht
- 1988: Die Männer vom K3 – Spiel über zwei Banden
- 1992: Auf Achse – Willers Rückkehr
- 1992: Ein Heim für Tiere (Fernsehserie, mehrere Folgen)
- 1992: Hilfe, meine Familie spinnt (Fernsehserie, 26 Folgen)
- 1993: Glückliche Reise – Portugal (Fernsehreihe)
- 1993–1998: Wie bitte?! (Fernsehserie, unbekannte Anzahl an Folgen)
- 1997: Alte Liebe, alte Sünde
- 2002: Unser Papa, das Genie
- 2003, 2015: Lindenstraße (Fernsehserie, 4 Folgen)
- 2003: Pfarrer Braun (Der siebte Tempel und Das Skelett in den Dünen)
- 2008: Rosfeld
- 2011: Nur eine Phase
- 2011: Wie früher
- 2012: Im Brautkleid meiner Schwester

## Auszeichnungen
- 1995 Bayerischer Fernsehpreis als Teammitglied von Wie bitte?!

## Hörspiele
- seit 2014: Gruselkabinett Folgen 93, 105, 120/121, 124/125, 127, 139, 140, 144, 147, 163, 164, 165, 180, 186, 188, 190.[5]
- seit 2014: Sherlock Holmes Folgen 15, 20, 28, 31, 32, 35, 36, 38, 42, 47, 49, 51, 53, 55, 56, 57, 59, 62 (Rolle: Inspektor Lestrade).[6]
- seit 2022: Grimms Märchen Folgen 8, 9, 10, 11, 15.[7]